# Histoires extraordinaires (série télévisée)
Pour les articles homonymes, voir Histoires extraordinaires (homonymie).
Histoires extraordinaires est une série télévisée française en six épisodes d'environ 54 minutes créée d'après les Histoires extraordinaires d'Edgar Allan Poe et diffusée du 7 février au 12 avril 1981 sur FR3.
Au Québec, elle est diffusée à partir du 18 décembre 1981 à la Télévision de Radio-Canada.

## Synopsis
Cette série est une anthologie d'histoires fantastiques et policières tirées de l'œuvre d'Edgar Allan Poe.

## Distribution
De nombreux acteurs ont participé à la distribution, parmi lesquels : Fanny Ardant, Mathieu Carrière, Joséphine Chaplin, Pierre Clémenti, Arielle Dombasle, Jean-Claude Drouot, Ginette Leclerc, Pierre Vaneck.

## Épisodes

### Épisode 1:Le Joueur d'échecs de Maelzel
- France : 7 février 1981
- Durée : 55 minutes

### Épisode 2:Le Scarabée d'or
- France : 21 février 1981
- Durée : 53 minutes

### Épisode 3:Ligeia
- France : 7 mars 1981
- Durée : 51 minutes

### Épisode 4:Le Système du Docteur Goudron et du Professeur Plume
- France : 21 mars 1981
- Durée : 55 minutes

### Épisode 5:La Lettre volée
- France : 4 avril 1981
- Durée : 54 minutes

### Épisode 6:La Chute de la maison Usher
- France : 12 avril 1981
- Durée : 59 minutes